# Usseau (Viena)
Usseau és un municipi francès situat al departament de la Viena i a la regió de la Nova Aquitània. L'any 2007 tenia 643 habitants.

## Demografia

### Població
El 2007 la població de fet d'Usseau era de 643 persones. Hi havia 236 famílies de les quals 48 eren unipersonals (24 homes vivint sols i 24 dones vivint soles), 76 parelles sense fills, 96 parelles amb fills i 16 famílies monoparentals amb fills.
La població ha evolucionat segons el següent gràfic:
Habitants censats

### Habitatges
El 2007 hi havia 262 habitatges, 238 eren l'habitatge principal de la família, 13 eren segones residències i 11 estaven desocupats. 256 eren cases i 1 era un apartament. Dels 238 habitatges principals, 191 estaven ocupats pels seus propietaris, 41 estaven llogats i ocupats pels llogaters i 6 estaven cedits a títol gratuït; 3 tenien una cambra, 6 en tenien dues, 30 en tenien tres, 75 en tenien quatre i 124 en tenien cinc o més. 180 habitatges disposaven pel capbaix d'una plaça de pàrquing. A 89 habitatges hi havia un automòbil i a 132 n'hi havia dos o més.

### Piràmide de població
La piràmide de població per edats i sexe el 2009 era:
| Homes | Edats   | Dones |
| ----- | ------- | ----- |
| 0     | 95 o +  | 4     |
| 4     | 90 a 94 | 4     |
| 4     | 85 a 89 | 0     |
| 0     | 80 a 84 | 0     |
| 8     | 75 a 79 | 8     |
| 12    | 70 a 74 | 16    |
| 16    | 65 a 69 | 16    |
| 4     | 60 a 64 | 16    |
| 4     | 55 a 59 | 4     |
| 24    | 50 a 54 | 12    |
| 20    | 45 a 49 | 28    |
| 28    | 40 a 44 | 20    |
| 24    | 35 a 39 | 12    |
| 28    | 30 a 34 | 32    |
| 24    | 25 a 29 | 24    |
| 8     | 20 a 24 | 8     |
| 28    | 15 a 19 | 16    |
| 36    | 10 a 14 | 20    |
| 32    | 5 a 9   | 24    |
| 20    | 0 a 4   | 20    |

## Economia
El 2007 la població en edat de treballar era de 416 persones, 329 eren actives i 87 eren inactives. De les 329 persones actives 300 estaven ocupades (167 homes i 133 dones) i 29 estaven aturades (12 homes i 17 dones). De les 87 persones inactives 29 estaven jubilades, 30 estaven estudiant i 28 estaven classificades com a «altres inactius».

### Ingressos
El 2009 a Usseau hi havia 230 unitats fiscals que integraven 640 persones, la mediana anual d'ingressos fiscals per persona era de 17.177 €.

### Activitats econòmiques
Dels 21 establiments que hi havia el 2007, 1 era d'una empresa extractiva, 2 d'empreses alimentàries, 4 d'empreses de construcció, 5 d'empreses de comerç i reparació d'automòbils, 2 d'empreses d'hostatgeria i restauració, 2 d'empreses financeres, 1 d'una empresa immobiliària, 1 d'una empresa de serveis, 2 d'entitats de l'administració pública i 1 d'una empresa classificada com a «altres activitats de serveis».
Dels 4 establiments de servei als particulars que hi havia el 2009, 2 eren lampisteries, 1 electricista i 1 restaurant.
L'únic establiment comercial que hi havia el 2009 era una fleca.
L'any 2000 a Usseau hi havia 15 explotacions agrícoles que ocupaven un total de 990 hectàrees.

## Equipaments sanitaris i escolars
El 2009 hi havia una escola elemental integrada dins d'un grup escolar amb les comunes properes formant una escola dispersa.

## Poblacions més properes
El següent diagrama mostra les poblacions més properes.